# Torneo de las Cinco Naciones 1954
El Torneo de las Cinco Naciones de 1954 (Five Nations Championship 1954) fue la 60° edición del principal Torneo de rugby del Hemisferio Norte.
El torneo fue compartido entre las selecciones de Francia, Gales e Inglaterra.

## Clasificación
| Lugar | Selección  | Partidos | Partidos | Partidos  | Partidos | Puntos  | Puntos    | Puntos | Tabla de puntos |
| Lugar | Selección  | Jugados  | Ganados  | Empatados | Perdidos | A favor | En contra | dif.   | Tabla de puntos |
| ----- | ---------- | -------- | -------- | --------- | -------- | ------- | --------- | ------ | --------------- |
| 1     | Gales      | 4        | 3        | 0         | 1        | 52      | 34        | +18    | 6               |
| 1     | Inglaterra | 4        | 3        | 0         | 1        | 39      | 23        | +16    | 6               |
| 1     | Francia    | 4        | 3        | 0         | 1        | 35      | 22        | +13    | 6               |
| 4     | Irlanda    | 4        | 1        | 0         | 3        | 18      | 34        | −16    | 2               |
| 5     | Escocia    | 4        | 0        | 0         | 4        | 6       | 37        | −31    | 0               |

## Resultados
| 9 de enero | Escocia | 0 - 3 | Francia | Edimburgo, |  |

| 16 de enero | Inglaterra | 9 - 6 | Gales | Londres, |  |

| 23 de enero | Francia | 8 - 0 | Irlanda | París, |  |

| 13 de febrero | Inglaterra | 14 - 3 | Irlanda | Londres, |  |

| 27 de febrero | Irlanda | 6 - 0 | Escocia | Belfast, |  |

| 13 de marzo | Irlanda | 9 - 12 | Gales | Dublín, |  |

| 20 de marzo | Escocia | 3 - 13 | Inglaterra | Edimburgo, |  |

| 27 de marzo | Gales | 19 - 13 | Francia | Cardiff, |  |

| 10 de abril | Francia | 11 - 3 | Inglaterra | París, |  |

| 10 de abril | Gales | 15 - 3 | Escocia | Swansea, |  |

## Premios especiales
- Triple Corona:  Inglaterra
- Copa Calcuta:  Inglaterra